# Miljövård

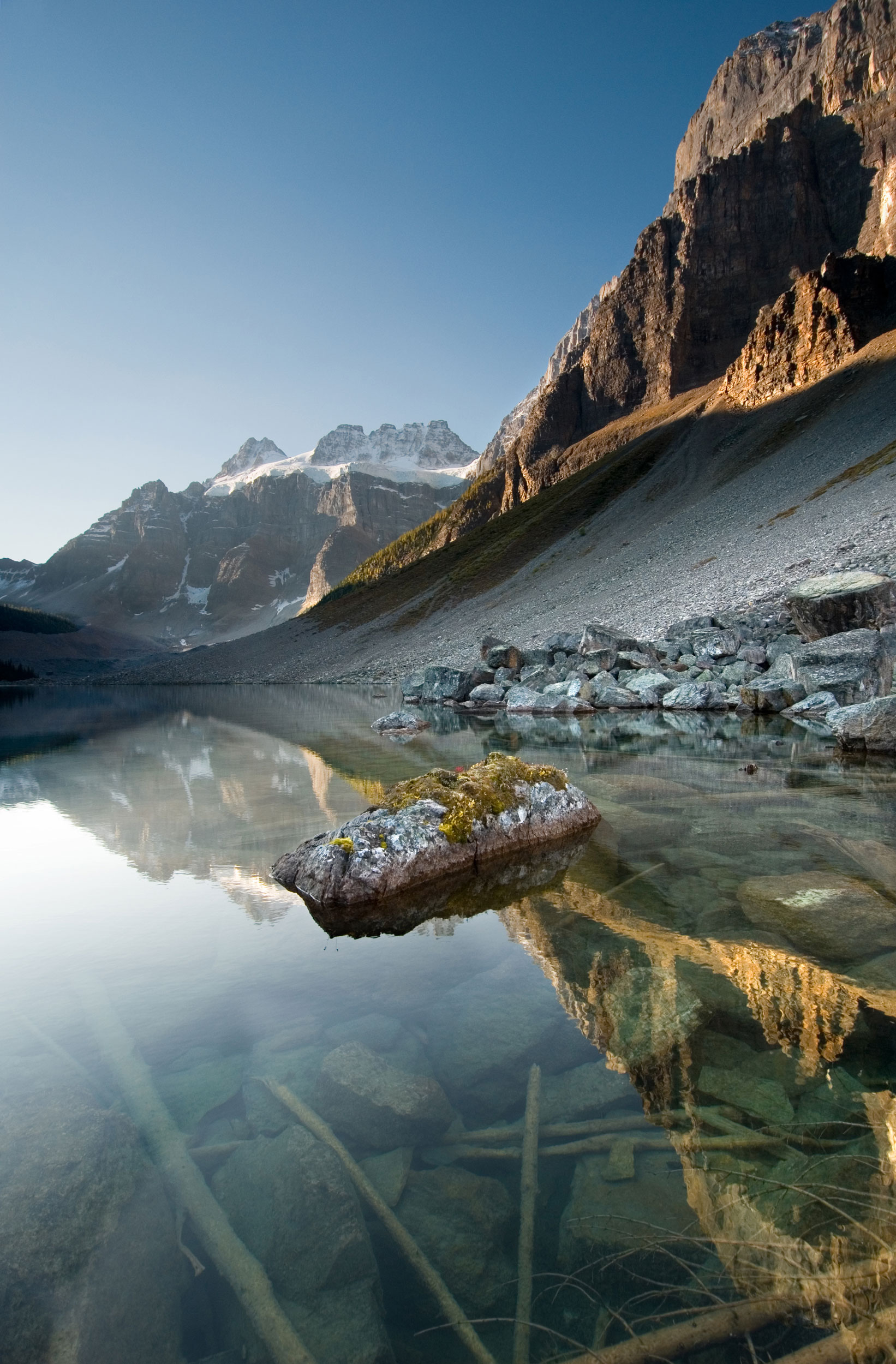
Banff National Park i Kanada

Begreppet miljövård omfattar omsorg om naturen och människan ur ett ekologiskt perspektiv. Grundtanken är att se hur allting hänger ihop, hur människan själv är en del av naturen. Biologi och naturkunskap är viktiga beståndsdelar i miljövård, och man har blivit mer medveten om att kompostera och sortera sopor, återvinna restprodukter och motverka nedskräpning.
Många länder började införa miljölagstiftning i slutet av 1960-talet och början av 1970-talet.